# Zourite
Die Zourite (dt.: Tintenfisch) ist ein Spezialschiff für den Bau von Offshore-Viadukten.

## Schiffsbeschreibung
Die Zourite wurde auf der polnischen Crist-Werft gebaut für das in Frankreich ansässige Unternehmen Bouygues Travaux Publics gebaut. Das in Frankreich registrierte Schiff ist 106,5 Meter lang und 49 Meter breit. Der Tiefgang des Schiffes beträgt max. 5,95 Meter, die Tragfähigkeit 6086 t. Die maximale Zuladung des Schiffes beträgt 4790 t.
Die motorisierte Barge verfügt über einen dieselelektrischen Antrieb. Für die Energieversorgung stehen vier Generatoren zur Verfügung, die von vier Viertakt-Zwölfzylinder-Dieselmotoren des Herstellers Caterpillar mit insgesamt 5028 kW Leistung angetrieben werden. Die Propulsion erfolgt durch vier Propellergondeln. Mit dem Antriebssystem kann es dynamisch positioniert werden, um Bauelemente mit großer Präzision an den vorgesehenen Stellen abzusetzen. Das Schiff erreicht eine maximale Geschwindigkeit von 4 kn.
Der in 33 Meter Höhe über dem Deck angeordnete Portalkran mit einer Kapazität von 2 × 2.400 Tonnen entstand bei dem im niederländischen Hengelo ansässigen Unternehmen Enerpac Integrated Solutions. Das Spezialschiff ist mit acht jeweils 55 Meter langen Hubbeinen ausgestattet, die eine Hebegeschwindigkeit von 0,5 m/min haben.

## Offshore-Autobahn
Die Barge wird für den Bau einer Offshore-Autobahn auf der Insel La Réunion eingesetzt. Die Offshore-Autobahn soll die bestehende, von tropischen Stürmen, Überschwemmungen und fallende Felsen heimgesuchte Küstenstraße ersetzen. Für den Bau holt die Barge die weitgehend aus Beton bestehenden Gründungselemente im Hafen von La Réunion ab, um sie auf dem Meeresboden abzusetzen. Anschließend werden die Pfeiler in zwei Teilen aufgesetzt und die weiteren, weitgehend aus Beton bestehenden Segmente positioniert und mit weiteren Fertigbauteilen zu der Autobahn zusammengesetzt. Die Arbeiten sind über einen Zeitraum von 24 Monaten geplant und werden bis 2018 dauern.